# الهلال الأحمر الإماراتي

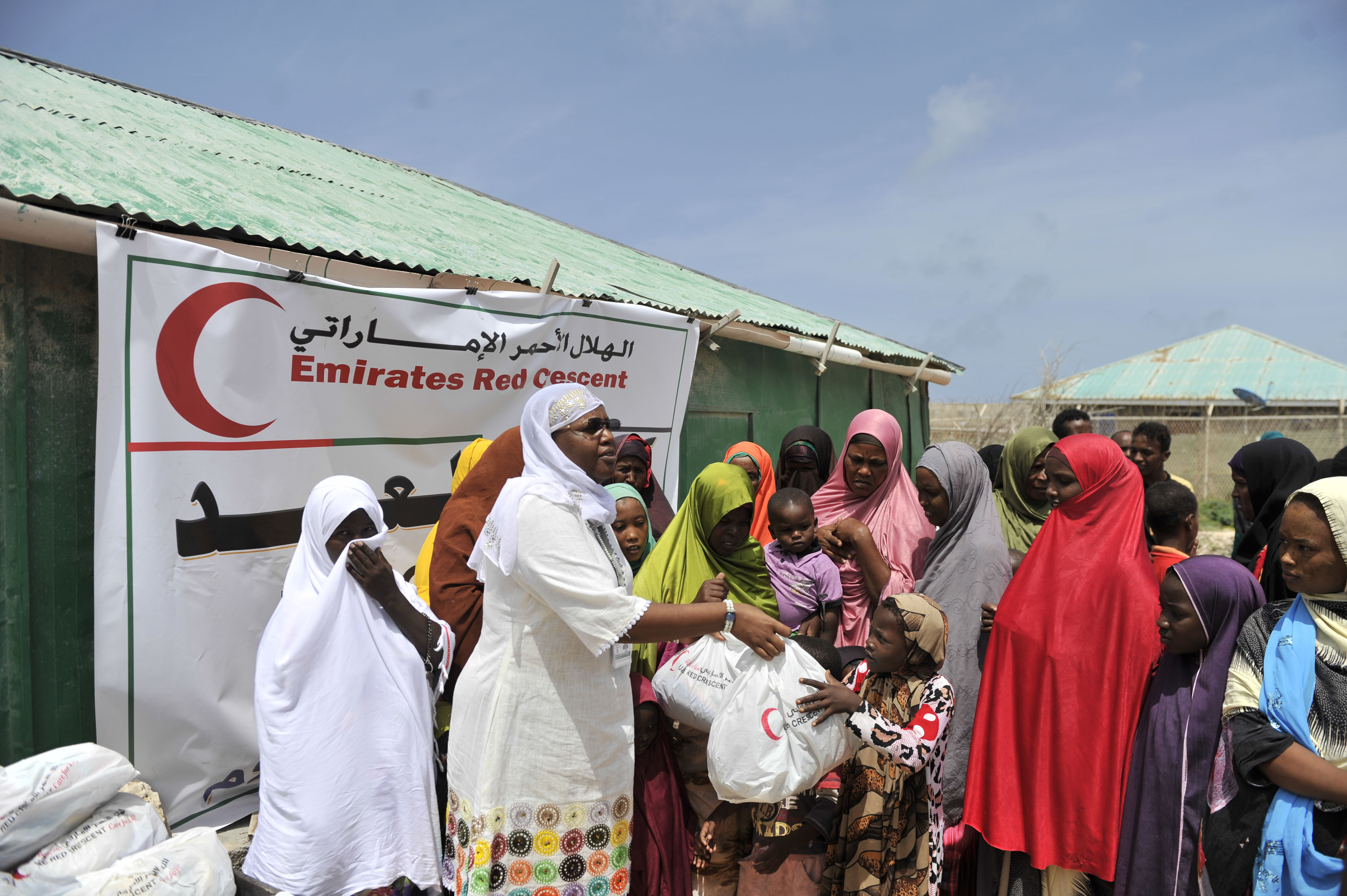

الهلال الأحمر لدولة الإمارات العربية المتحدة هي هيئة إنسانية تطوعية إماراتية تقدم المساعدة والعون لأشد الفئات ضعفا دون أي تمييز . وهي تعمل داخل دولة الإمارات وخارجها. تأسست هيئة الهلال الأحمر لدولة الإمارات العربية المتحدة في العام 1983 وكانت العضو رقم 139 في الاتحاد الدولي لجمعيات الهلال الأحمر والصليب الأحمر، وفي العام 2001 اختير الهلال الأحمر الإماراتي كثاني أفضل هيئة انسانية في قارة آسيا. وتنتشر فروع الهيئة في كافة مناطق دولة الإمارات العربية المتحدة للوصول إلى أكبر شريحة من المتطوعين والعاملين بالإضافة لتغطية أكبر عدد من الحملات والمساعدات.

شعار الهلال الأحمر لدولة الإمارات العربية المتحدة

## الهيئة
- الرئيسة الفخرية : الشيخة فاطمة بنت مبارك
- الرئيس: حمدان بن زايد آل نهيان
- رئيس مجلس الإدارة د.حمدان مسلم المزروعي
- الأمين العام د.محمد عتيق الفلاحي
- نائب الأمين العام للشؤون المحلية: راشد مبارك المنصوري
- نائب الأمين العام لشؤون الإغاثة والمشاريع: حميد راشد الشامسي
- نائب الأمين العام للخدمات المساندة : محمد يوسف الفهيم
- نائب الأمين العام لتنمية الموارد : فهد عبد الرحمن سلطان الحمادي

## القطاعات والإدارات
أولا قطاع الشأن المحلي:-
- نائب الأمين العام للشؤون المحلية: راشد مبارك المنصوري

والإدارات التابعة للشأن المحلي هي:-
- إدارة الشؤون المحلية
- إدارة التسويق وجمع التبرعات
- إدارة المتطوعين

## إدارة المتطوعين
- مدير إدارة المتطوعين: راشد محمد عبد الله الكعبي
- سكرتير الإدارة : محمد فتحي أحمد
- رئيس قسم المتطوعين بخيتة محمد فارس المزروعي

الهدف الإستراتيجي:-
تعمل إدارة المتطوعين على رفع جاهزية المتطوعين وإرساء ثقافة العمل التطوعي في المجتمع .

## أقسام الهلال الأحمر الإماراتي
يقدم الهلال الأحمر الإماراتي خدماته عبر مجموعة من الأقسام وهي:
- قسم التبرعات ويختص بجمع وتنسيق التبرعات المالية والعينية لدعم العمليات الإغاثية داخل دولة الإمارات وخارجها.
- قسم المشاريع الخيرية الذي يقوم بإنشاء المشاريع الإنسانية التي تهدف إلى تحسين حياة الفئات المحتاجة في المجتمع
- قسم اكفل الذي يختص بإجراءات الكفالة المختلفة التي يوفرها الهلال الأحمر مثل كفالة اليتيم والمرضى والمشردين وطلاب العلم وغيرها.
- قسم التدريب الذي يقدم دورات متخصصة لرفع سوية العمل الإغاثي التطوعي وتجهيز الكوادر اللازمة في هذا المجال.

أهمية التطوع للعمل الإنساني:-
لاشك أن للعمل التطوعي أهمية كبيرة ومؤثرة بشكل إيجابي في حياة الفرد والمجتمع حيث لا يخلو أي مجتمع من المجتمعات الإنسانية من الأعمال التطوعية التي تعد ركيزة أساسية للتطور والتقدم، ومن إيجابيات العمل التطوعي :-
-	تحسين المستوى الاقتصادي والاجتماعي وما يتبعه في تحسين الأحوال المعيشية.
-	الحفاظ على القيم الأصيلة في المجتمع وتحفيز روح المبادرة .
-	إحياء وتجسيد مبدأ التكافل الاجتماعي.
-	استثمار أوقات الفراغ .
ويعد العمل التطوعي ممارسة إنسانية قديمة، لما جبل عليه المن فعل الخير ولما يعطي شعوراً بالسعادة عند القيام به .
والعمل الإنساني بحاجة دائمة إلى المتطوعين وأصحاب الأيادي البيضاء لان الأعمال الإنسانية كثيرة ومتشعبة .
أعداد المتطوعين المنتسبين للهيئة:-
ما يقارب الثلاثة آلاف متطوع (3000) وهي في ازدياد.
أمثلة من مشاركات المتطوعين في العمل الإنساني:-
المشاركة في الحملات الموسمية المحلية مثل :-
-	توزيع لحوم الأضاحي في عيد الأضحى –توزيع المير الرمضاني – برنامج إفطار الصائم حملات جمع التبرعات والمساعدات العينية.
-	المشاركة في لجان البت والمساعدات الإنسانية والطبية (اللجان في الفروع ).
-	المشاركة في إعمال البحث الاجتماعي للفئات الإنسانية (البحث الاجتماعي في الفروع )
-	المشاركة في برامج الإغاثة الخارجية والتواجد في أماكن الكوارث والنكبات لتقديم يد العون (المشاركة في معسكر اللاجئين السوريين في الأردن – المشاركة في كسوة مليون طفل حول العالم .
كيفية اللحاق بالعمل الإنساني:-
للالتحاق بالعمل الإنساني لابد للفرد من الانتساب لهيئة الهلال الأحمر الإماراتي كمتطوع وبالطبع هناك شروط لابد التقيد بها لقبول لقبوله كمتطوع في الهيئة وهي :-
-	أن يكون من مواطني الدولة أو مجلس التعاون أو من المقيمين الذين لهم إقامة سارية المفعول.
-	أن يكون قادراً على المشاركة في البرامج التطوعية .
-	حسن السيرة والسلوك.
-	لا يقل عمره عن (18) ولا يزيد عن (50) (بتوصية).
-	الالتزام بمبادئ الاتحاد الدولي.
-	المؤهل العلمي لا يقل عن الثانوية العامة .
-	الحصول على ترخيص مزاولة المهنة من جهة الاختصاص بالدولة إذا كانت مزاولة تلك المهنة تتطلب ذلك وانحصر تطوعه في مجال مهنته.
وبعد القبول سيتم التواصل به والاستعانة بالمتطوع للمشاركة في البرامج الإنسانية التي تنفذها الهيئة .
وللانتساب كمتطوع لابد من زيارة أحد فروع الهيئة المنتشرة في كل إمارات الدولة أو الدخول على الصفحة الإلكترونية الخاصة بهيئة الهلال الأحمر الإماراتي لتعبئة طلب الانتساب والسير في الإجراءات المطلوبة.

## خدمات
يقدم الهلال الأحمر الإماراتي مجموعة من الخدمات التي من أهمها:
- خدمة التطوع: التي توفر للأفراد إمكانية المشاركة في الأعمال الإنسانية والإغاثية داخل الإمارات وخارجها
- عطايا: مبادرة سنوية خيرية تجمع التبرعات من خلال معرض فني
- خدمة الموردين: تزويد الهيئة بالمنتجات والخدمات الرئيسية لتتمكن من تقديم عملياتها الإنسانية والإغاثية
- المساعدات المحلية: تقدم الدعم الإنساني والإغاثي للمحتاجين في الإمارات
- الغدير للحرف الإماراتية: التي تهدف إلى دعم الحرفيات الإماراتيات
- خدمات داخلية: مجموعة خدمات مثل بوابة المساعدات وبوابة اعتماد لجان المشتريات وبوابة الكفالات وغيرها
- بوابة المحسنين: وهي بوابة الكترونية تقدم الفرص للمتبرع للإطلاع على الحالات الإنسانية التي ساعدها

### خدمات المتعاملين في هيئة الهلال الأحمر  ذكية 100%
في عام 2020أطلقت  هيئة الهلال الأحمر الإماراتي، نسخة حديثة من حزمة تطبيقاتها الذكية وخدماتها الإلكترونية، لمواكبة التحولات السريعة التي تشهدها الدولة في مجال الذكاء الاصطناعي وأعلنت الهيئة أن نسبة التحول الذكي في تطبيقات خدمة العملاء أصبحت 100%، في مجالاتها الثلاثة التي تشمل «خدمة المحسنين، والمتطوعين، ومتلقي المساعدات».

## دور الهلال الأحمر الإماراتي في الكوارث الطبيعية
قدمت هيئة الهلال الأحمر الإماراتي الدعم المادي والمعنوي للمتضررين من الكوارث الطبيعية كالأعاصير والزلازل والفيضانات والسيول والبراكين بالإضافة للجفاف والتصحر في العديد من دول العالم المنكوبة جراء هذه الكوارث مثل الفلبين والصومال والسودان وماليزيا والبوسنة وباكستان وموريتانيا وجزر القمر وأندونيسيا والهند وسوريا ولبنان وبنغلادش وتنزانيا وتركيا وسيرلانكا والصين، كما ساعدت الهيئة في كل من المالديف وقيرغيزستان وألبانيا وإثيوبيا وجنوب إفريقيا والنيجر وغينيا وكازخستان وطاجيكستان والعراق وتشاد والسنغال، حيث قامت بتقديم الدعم الغذائي والخيام لإيواء من فقدو منازلهم وعملت على إعادة بناء وترميم المباني والمنازل والمدارس المتضررة بالإضافة لتقديم الدعم الطبي للمستشفيات من معدات طبية وأدوية.

## من إنجازاته في أفغانستان
من بين ما قام الهلال الأحمر الإماراتي من خلال مكتبه في كابول بناء 18 مسجدا وحفر 3012 بئرا وإقامة أوقاف خيرية وعيادات وتنفيذ العديد من برامج المساعدات الإنسانية والمشاريع الموسمية ... كما تولى الهلال الأحمر الإماراتي بإقامة مستشفى بكابول يسع 300 سرير.

## المشروعات المستدامة حول العالم

### مشروعات الطاقة المتجددة
شملت اليمن والنيجر وألبانيا وبوركينا فاسو وبنغلاديش وأوغندا وغامبيا وسيراليون وتشاد وميانمار وموريتانيا ومالي وغانا حيث تم تنفيذ 602 مشروع منها استخدام الطاقة الشمسية في تشغيل المخيمات والمنازل وإنارة الطرقات والمرافق العامة.

### الزراعة
شملت مالي وأوغندا وغانا والصومال وبوركينا فاسو وساحل العاج والبوسنة وكازاخستان، حيث تم تنفيذ 1675 مشروعاً منها، تشجير واستصلاح أراضي زراعية، وإقامة بيوت بلاستيكية وتوزيع البذور.

### مشروعات المياه
استفادت منها دول ألبانيا والنيجر واليمن وأوغندا وبنغلاديش وبوركينا فاسو وتشاد وسيراليون وغامبيا ومالي وموريتانيا وميانمار، حيث تم تنفيذ 670 مشروعاً منها استخراج الماء من الهواء، وبناء وصيانة السدود، وخزان تجميع مياه الثلوج، وصيانة الآبار وتزويدها بالطاقة الشمسية.

## مشروع حفظ النعمة
أطلقت هيئة الهلال الأحمر الإماراتي مشروع حفظ النعمة عام 2004، كمبادرة إنسانية  بهدف تعزيز مبدأ الاستدامة من خلال خدمات العمل الإنساني، وبناء الشراكات الإستراتيجية مع المؤسسات لمساعدة الأسر المحتاجة
وفي 2023 انطلق  «المؤتمر العالمي الأول لحفظ النعمة»بهدف  استشراف مستقبل الحفاظ على النعم، وتعزيز التعاون الدولي، والعمل على تبنّي نهج مستدام لحفظها من الهدر والسعي  للحصول على الموافقة الأممية لاعتماد اليوم العالمي لحفظ النعمة.

## جائزة عون للخدمة المجتمعية
تعتبر جائزة عون للخدمة المجتمعية إحدى مبادرات الهلال الأحمر النوعية في مجال تعزيز جانب المسؤولية المجتمعية لدى المؤسسات التعليمية ، وغرس مفاهيم العمل التطوعي والإنساني والمجتمعي بينهم وتأهيل المجتمع الطلابي للمساهمة الفاعلة في البرامج والأنشطة الإنسانية والتطوعية.

## معرض عطايا
هو المعرض الخيري الذي تنظمه هيئة الهلال الأحمر الإماراتي سنويا، تحت رعاية ورؤية  الشيخة شمسة بنت حمدان آل نهيان، مساعد رئيس الهيئة للشؤون النسائية،ويضم المعرض  مجموعة واسعة ومتنوعة من الأزياء المميزة، والمجوهرات الراقية، الإكسسوارات والأثاث المنزلي

## جوائز وإنجازات
- كرم الشيخ محمد بن راشد آل مكتوم الهلال الأحمر الإماراتي بجائزة أوائل الإمارات لعام 2017 وذلك لكونه من أوائل الجهات الداعمة لعام الخير[13]

- في إطار تشجيع المبادرات الإبداعية التي تلفت الانتباه للقضايا الإنسانية أنتجت هيئة الهلال الأحمر  فيلم «موجة الأسى» الذي  حصل على عدد من الجوائز في مهرجان نيويورك الدولي للتلفزيون والأفلام،عام 2015 حيث فاز بجائزتين ذهبيتين عن فئتي الأفلام الوثائقية والدراما الوثائقية وجائزة فضية عن فئة القضايا الاجتماعية وبرونزية عن فئة القضايا الاجتماعية، إضافة إلى شهادة تقدير عن فئة المسؤولية المجتمعية وقد أنتجته الهيئة بهدف [14]